# Mileewa luzonica
Mileewa luzonica är en insektsart som beskrevs av Baker 1914. Mileewa luzonica ingår i släktet Mileewa och familjen dvärgstritar. Utöver nominatformen finns också underarten M. l. decolorata.